# Kostel Gustava Adolfa (Vratislav)
Kostel Gustava Adolfa též Pamětní kostel Gustava Adolfa (pol. Kościół Pamięci Króla Gustawa Adolfa, něm. Gustav-Adolf-Gedächtniskirche) je modernistický orientovaný evangelický kostel ve Vratislavi (v městské části Sępolno).
Kostel by vystavěn v letech 1932–1933. Roku 1952 byl zabaven komunistickými úřady a přeměněn na kino a kulturní dům. Do vlastnictví církve se vrátil roku 1996. Od roku 2007 je kostel památkově chráněn.
V současnosti se v kostele konají jak luterské bohoslužby, tak i bohoslužby evangelikálního Křesťanského společenství ve Vratislavi (Społeczność Chrześcijańska we Wrocławiu).